# Matt Servitto
Matthew Joseph Servitto  (7 de abril de 1965) es un actor estadounidense, más conocido por haber interpretado a Dwight Harris en la serie The Sopranos. 

## Biografía
Matt se graduó del "Juilliard School" en la ciudad de Nueva York.

## Carrera
Matt ha aparecido en comerciales para "Flonase", "Nissan Pathfinder", "Nyquil", "Campbell's Soup", "Bertholi Italian Foods", "Campbell's Healthy Request Soup" y en "Dairy Queen Ice Ceam chain "Snickers".
Yambién ha aparecido en películas como The Siege (1998), Melinda y Melinda (2004), Hitch (2005), No Reservations (2007) y Enchanted (2007). 
En 1989 apareció en varios episodios de la exitosa serie All My Children interpretando a Trask Bodine, el tutor legal de Brian Bodine hasta 1990 luego de que Trask se fuera de Pine Valley.
En 1997 se unió al elenco recurrente de la popular serie The Sopranos donde interpretó al agente del FBI Dwight Harris hasta el 2007. Por su interpretación Matt ganó un premio Screen Actors Guild en la categoría de "mejor reparto de serie dramática".
En el 2001 apareció como invitado por primera vez en la serie Law & Order: Criminal Intent donde interpretó a Derek Freed en el episodio "The Pardoner's Tale". Más tarde apareció de nuevo en la serie en el 2005 ahora interpretando a Jim Redcliff durante el episodio "Sex Club".
En el 2002 apareció como invitado en la exitosa serie Sex and the City interpretando a Gabe, el editor de Carrie Bradshaw (Sarah Jessica Parker).
En el 2003 interpretó a Fred Hopkins en un episodio de la serie Law & Order: Special Victims Unit, anteriormente había aparecido por primera vez en dos ocasiones en la serie: una en el 2001 como el doctor Brad Stanton en el episodio "Parasites" y en el 2002 interpretando a Doug.
En el 2006 se unió al elenco recurrente de la serie Brotherhood donde interpretó al representante Donald Donatello hasta el 2008.
Entre el 2009 y el 2010 apareció como el abogado Horvath en dos episodios de la popular serie Law & Order, anteriormente había aparecido por primera vez en la serie en 1999 donde interpretó a Jordan Grimaldi que le dispara a su padre Pietro Grimaldi para que no venda un libro que cuesta mucho dinero en el episodio "Blood Money".
En el 2011 se unió al elenco recurrente de la serie Harry's Law interpretando al testarudo juez Lucas Kirkland.
En el 2013 interpretó a Satán, el estricto gobernante del infierno en la serie Your Pretty Face Is Going to Hell. Ese mismo año se unió al elenco principal de la serie Banshee, interpretando al sheriff Brock Lotus hasta el final de la serie en mayo del 2016.

## Filmografía

### Series de televisión
| Año         | Título                            | Personaje             | Notas                                  |
| ----------- | --------------------------------- | --------------------- | -------------------------------------- |
| 2013 - 2016 | Banshee                           | Brock Lotus           | 38 episodios                           |
| 2013        | Banshee Origins: Passed Over      | Brock Lotus           | miniserie                              |
| 2013        | Alpha House                       | Dan Cipriania-Maloney | episodio "Zingers"                     |
| 2013        | Your Pretty Face Is Going to Hell | Satán                 | 6 episodios                            |
| 2013        | The Mentalist                     | Warren Dodge          | episodio "Behind the Red Curtain"      |
| 2012        | Unforgettable                     | Dan Marston           | episodio "A Man in the Woods"          |
| 2011 - 2012 | Harry's Law                       | Mr. Whirley           | 7 episodios                            |
| 2012        | Body of Proof                     | Mr. Whirley           | episodio "Identity"                    |
| 2011        | Grey's Anatomy                    | Florista              | episodio "All You Need Is Love"        |
| 2011        | Prime Suspect                     | Doctor Philbin        | episodio "The Great Wall of Silence"   |
| 2011        | Person of Interest                | Samuel Douglas        | episodio "The Fix"                     |
| 2011        | The Onion News Network            | Doctor Cattey         | episodio "Asteroid Heads to Earth"     |
| 2011        | Suits                             | Abogado de Hunt       | episodio "Pilot"                       |
| 2011        | Blue Bloods                       | Soren                 | episodio "Hall of Mirrors"             |
| 2011        | Royal Pains                       | Abogado de Eddie      | episodio "Mulligan"                    |
| 2010        | Running Wilde                     | Rich Doyle            | episodio "Oil & Water"                 |
| 2010        | Mercy                             | Frank Sloan           | 2 episodios                            |
| 2009, 2010  | Law & Order                       | Abogado Horvath       | 2 episodios                            |
| 2010        | Past Life                         | Lou Cates             | episodio "Pilot"                       |
| 2009        | The Good Wife                     | Walt Gifford          | episodio "Unprepared"                  |
| 2009        | The Unusuals                      | Dr. Andre Zamacona    | episodio "The E.I.D."                  |
| 2006 - 2008 | Brotherhood                       | Donald Donatello      | 15 episodios                           |
| 1999 - 2007 | The Sopranos                      | Dwight Harris         | 24 episodios                           |
| 2006        | Conviction                        | Gelman                | episodio "Pilot"                       |
| 2005        | Law & Order: Criminal Intent      | Jim Radcliff          | episodio "Sex Club"                    |
| 2003        | Law & Order: Special Victims Unit | Fred Hopkins          | episodio "Grief"                       |
| 2002 - 2003 | Hack                              | Marty Glavin          | 2 episodios                            |
| 2003        | Queens Supreme                    | Alan Wheeler          | episodio "Pilot"                       |
| 2002        | NYPD Blue                         | Charlie Mullin        | episodio "You've Got Mail"             |
| 2002        | Sex and the City                  | Gabe                  | episodio "Unoriginal Sin"              |
| 2001        | Ed                                | Donnie                | episodio "A Job Well Done"             |
| 1999        | Third Watch                       | Frank Bartlett        | episodio "Hell Is What You Make of It" |
| 1996        | New York Undercover               | Raymond Nunez         | episodio "Without Mercy"               |
| 1993 - 1995 | One Life to Live                  | Lt. Nick Manzo        | -                                      |
| 1993        | As the World Turns                | Cesare                | episodio del 29 de abril               |
| 1989 - 1990 | All My Children                   | Trask Bodine          | 11 episodios                           |

### Videojuegos
| Año  | Título                         | Personaje | Notas                           |
| ---- | ------------------------------ | --------- | ------------------------------- |
| 2011 | Star Wars: The Old Republic    | -         | voces adicionales               |
| 2002 | Mafia: The City of Lost Heaven | Sam       | prestó su voz para el personaje |

### Productor y escritor
| Año  | Título             | Notas                        |
| ---- | ------------------ | ---------------------------- |
| 1999 | Jesus Tells a Joke | corto - productor & escritor |

### Teatro
| Año  | Obra                       | Personaje | Director (a) | Teatro            | Notas                |
| ---- | -------------------------- | --------- | ------------ | ----------------- | -------------------- |
| 2008 | 24 Hour Plays              | -         | -            | Atlantic Theater  | junto a Zack Robidas |
| 2004 | Magic Hands Freddy         | Freddy    | -            | -                 | -                    |
| 2002 | Lydie Breeze, Parts I & II | Dan Grady | -            | New York Theatre  | -                    |
| 1999 | Second-Hand Smoke          | -         | -            | -                 | -                    |
| 1995 | The Misanthrope            | Philinte  | -            | CSC Theatre       | -                    |
| 1990 | Quiet on the Set           | Director  | -            | Orpheum Theatre   | -                    |
| 1988 | King John                  | -         | -            | Delacorte Theatre | -                    |
| 1988 | Much Ado About Nothing     | -         | -            | Delacorte Theatre | -                    |

## Premios y nominaciones
| Año  | Categoría                                                | Premio                    | Serie        | Resultado |
| ---- | -------------------------------------------------------- | ------------------------- | ------------ | --------- |
| 2008 | Outstanding Performance by an Ensemble in a Drama Series | Screen Actors Guild Award | The Sopranos | Ganaron   |